# Mapastepec
Mapastepec é um município do México. Seu nome significa  "Cerro de Mapache". Encontra-se localizado na parte sul do estado de Chiapas, México, compreendido dentro da região VII, conhecida como região Soconusco.

## Atividades Econômicas
Sua atividade econômica se baseia na agricultura (cultivo de milho, feijão, melancia e melão), na criação de gado, na produção de leite e derivados (queijo crema, queijo mediacrema, quesillo, nata e queijo cotija); assim como na produção de manga ataulfo e criollo.
Neste município se encontra parte da reserva de biosfera do triunfo e a encruzilhada, em Mapastepec se encontram praias virgens como: pampahonda, barrita de pajón e zapotal.

## Hidrografia
Seus rios mais importantes são o rio San Nicolas e o rio Novillero.

## Eventos culturais
A principal celebração religiosa neste município esta dedicada ao "Apóstolo São Pedro" que é considerado como o santo protetor do povo, em sua homenagem se realiza uma grande festa, na qual se realizam missas, feiras e atividades culturais.

Também é realizada a celebração a virgem de Guadalupe. É um dos municípios mais produtivos do estado. No mês de Março se acaba a feira de mango na qual acontece diversas exposições para o encanto das pessoas que ali se encontram. A beleza é dignamente representada pela rainha que é eleita entre as jovens do povoado, ocorre um desfile comemorativo que acontece nas ruas do município.

## Esportes
O esporte mais praticado no município é o futebol, encontrando-se ao redor quatro campos de futebol, que são os campos 20 de novembro, o Santa Cruz, o Olímpia e o Anáhuac.